# Josef Ludwig Brems

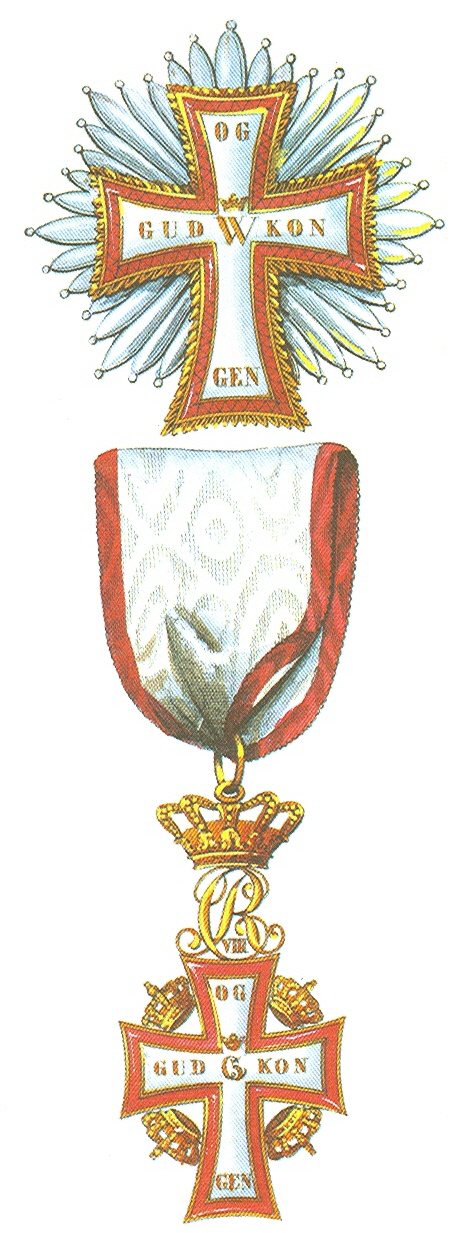
Bruststern und Kreuz des Dannebrog-
ordens

Josef Ludwig Brems OPraem, auch Josef Brems, (* 7. August 1870 in Testelt, Ortsteil von Scherpenheuvel-Zichem, Belgien; † 5. April 1958 in Kopenhagen, Dänemark) war römisch-katholischer Bischof und Apostolischer Vikar von Dänemark.

## Leben
Josef Ludwig Brems trat nach seinem Abitur in die Ordensgemeinschaft der Prämonstratenser ein. Er studierte Theologie und empfing am 9. März 1895 von Kardinal Benedetto Lorenzelli die Priesterweihe. Danach arbeitete er in verschiedenen Pfarreien in Norddeutschland und Dänemark. 
Am 10. Oktober 1922 ernannte ihn Papst Pius XI. (1922–1939) zum Titularbischof von Roskilde und übertrug ihm das Amt des Apostolischen Vikars von Dänemark. Am 25. Januar 1923 konsekrierte ihn Kardinal Désiré-Joseph Mercier, Erzbischof von Mecheln, zum Bischof. Mitkonsekratoren waren Thomas Heylen OPraem, Bischof von Namur, und Arnold Diepen, Bischof von ’s-Hertogenbosch. In seiner Amtszeit war er Mitkonsekrator bei Charles Alphonse Armand Vanuytven OPraem zum Titularbischof von Megara (Apostolischer Vikar von Buta (Belgisch-Kongo)) und Georges Désiré Raeymaeckers OPraem zum Titularbischof von Mariamme (Apostolischer Vikar von Buta (Belgisch-Kongo)). 
1938 wurde er emeritiert und lebte bis zu seinem Tod am 5. April 1958 in Kopenhagen. Er war Kommandeur 2. Klasse des Dannebrogordens.